# Río Varvarco
El río Varvarco se sitúa en el norte de la provincia de Neuquén, Argentina y nace de las aguas de las lagunas de Varvarco Campos y Varvarco Tapia, al pie de la Cordillera de los Andes.

## Afluentes del Varvarco
Vierten sus aguas:
- El arroyo Covunco, este es un curso de agua que proviene de la ladera oeste del Volcán Domuyo y sus aguas son calientes, en este arroyo se encuentran algas curativas.
- El Arroyo Atreuco.
- El arroyo Turbio, que desciende de la ladera norte del volcán Domuyo.
- El arroyo Ranquileo.

## El Varvarco es afluente
Es afluente del río Neuquén, y en la confluencia se practica la pesca, su población de peces es muy buena, allí habita la trucha Arco Iris y la Perca.

## Varvarco
Existe una población en Neuquén que se sitúa en las orillas del río homónimo y tiene una población de 300 personas aproximadamente.